# Primer ministro de Moldavia
El primer ministro de Moldavia es el jefe de Gobierno y por lo tanto ostenta el poder ejecutivo del mencionado país.

## Primeros ministros
- Mircea Druc (1990 - 1991)
- Valerio Muravschi (1991 - 1992)
- Andrei Sangheli (1992 - 1997)
- Ion Ciubuc (1997 - 1999)
- Ion Sturza (1999)
- Dumitru Braghiş (1999 - 2001)
- Vasile Tarlev (2001 - 2008)
- Zinaida Greceanîi (2008 - 2009)
- Vlad Filat (25 de septiembre de 2009 - 25 de abril de 2013)
- Iurie Leancă (25 de abril de 2013 - 18 de febrero de 2015)
- Chiril Gaburici (18 de febrero de 2015 - 22 de junio de 2015)
- Natalia Gherman (22 de junio de 2015 - 30 de julio de 2015)
- Valeriu Streleț (30 de julio de 2015 - 30 de octubre de 2015)
- Gheorghe Brega (30 de octubre de 2015 - 20 de enero de 2016)
- Pavel Filip (20 de enero de 2016 - 8 de junio de 2019)
- Maia Sandu (8 de junio de 2019 - 14 de noviembre de 2019)
- Ion Chicu (14 de noviembre de 2019 - 31 de diciembre de 2020)
- Aureliu Ciocoi (31 de diciembre de 2020 - 6 de agosto de 2021)
- Natalia Gavrilița (6 de agosto de 2021 - 16 de febrero de 2023)
- Dorin Recean (16 de febrero de 2023 - Presente)

- Datos: Q1769526
- Multimedia: Prime ministers of Moldova / Q1769526